# Sierras de Córdoba
Sierras de Córdoba es el nombre que recibe una zona geográfica y turística ubicada en el quinto noroccidental de la provincia de Córdoba, Argentina. Se exceptúa el margen sudoeste de tales sierras, que colinda con la provincia de San Luis. Las sierras se emplazan en el centro del sector continental americano de Argentina avenando en su sector noroeste en el Mar de Ansenuza.
Se caracterizan por formaciones montañosas (sierras) de mediana altura; el pico más alto es el Cerro Champaquí (2790 m s. n. m. aproximadamente), al este de Villa Dolores, y constituyen el extremo sur de la región de las Sierras Pampeanas.
En esta zona hay cuatro cadenas montañosas principales; a saber de este a oeste: la Sierras Chicas, una cadena de laderas suaves que excepto en la vertiente occidental del famoso Cerro Uritorco se prolonga al norte por las Sierras de Ambargasta; al oeste, y casi paralelas a la Sierra Chica y las Sierras de Ambargasta se encuentran las mucho más agrestes Sierras Grandes y las Sierras de Pocho. Las Sierras Grandes continúan hacia el Sur en el cordón llamado Sierra de Comechingones. Todas las cadenas orográficas mencionadas se extienden latitudinalmente (corren de norte a sur) por unos 490 km y longitudinalmente (de este a oeste) por unos 150 km, sin contar las satélites Sierras de San Luis.

## Población

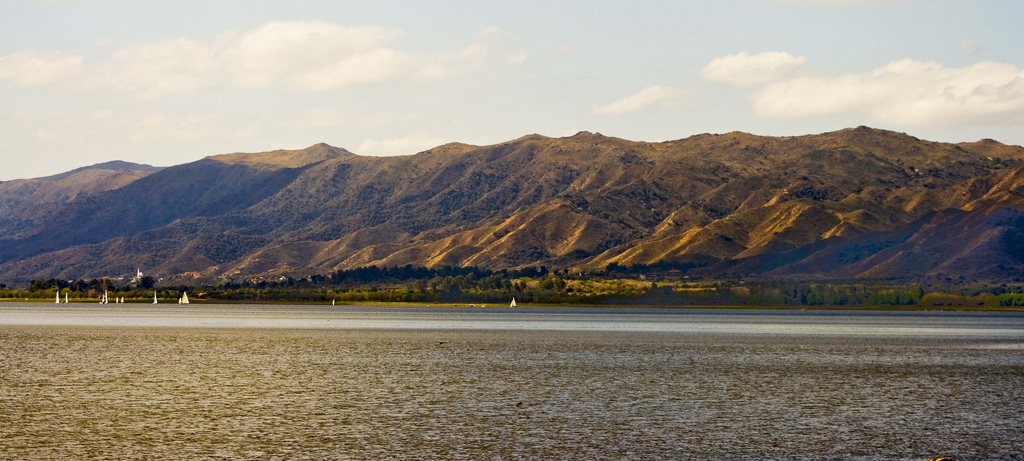
Paisaje de las sierras.

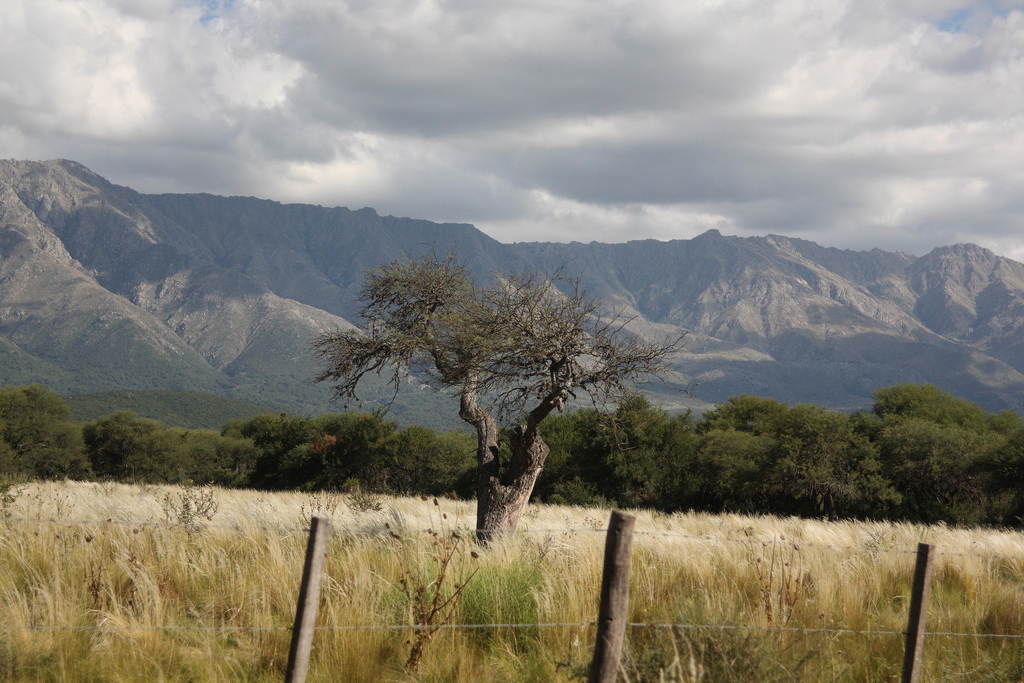
Las sierras vistas desde la ruta, cerca de Nono.

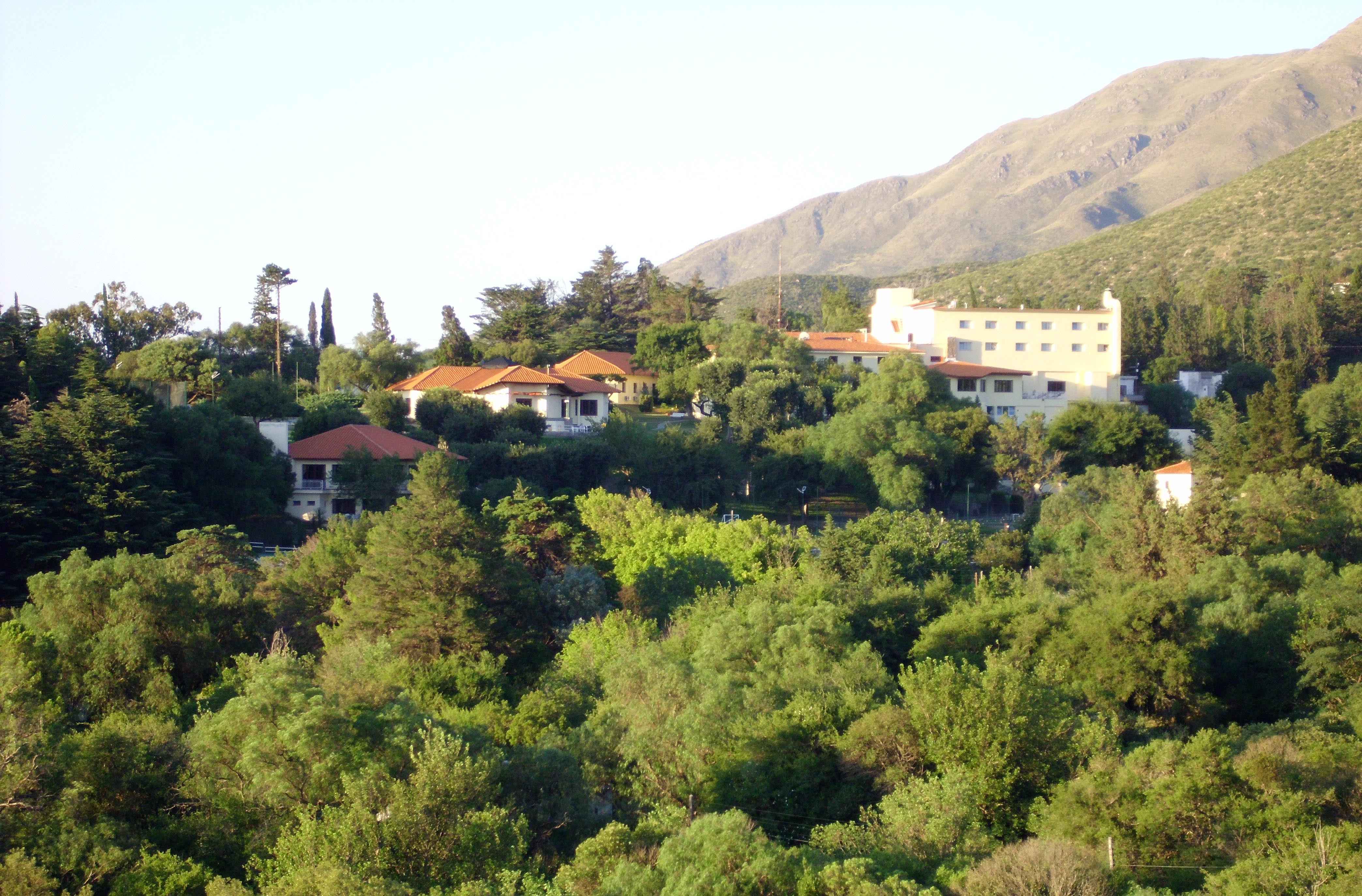
Los Cocos.

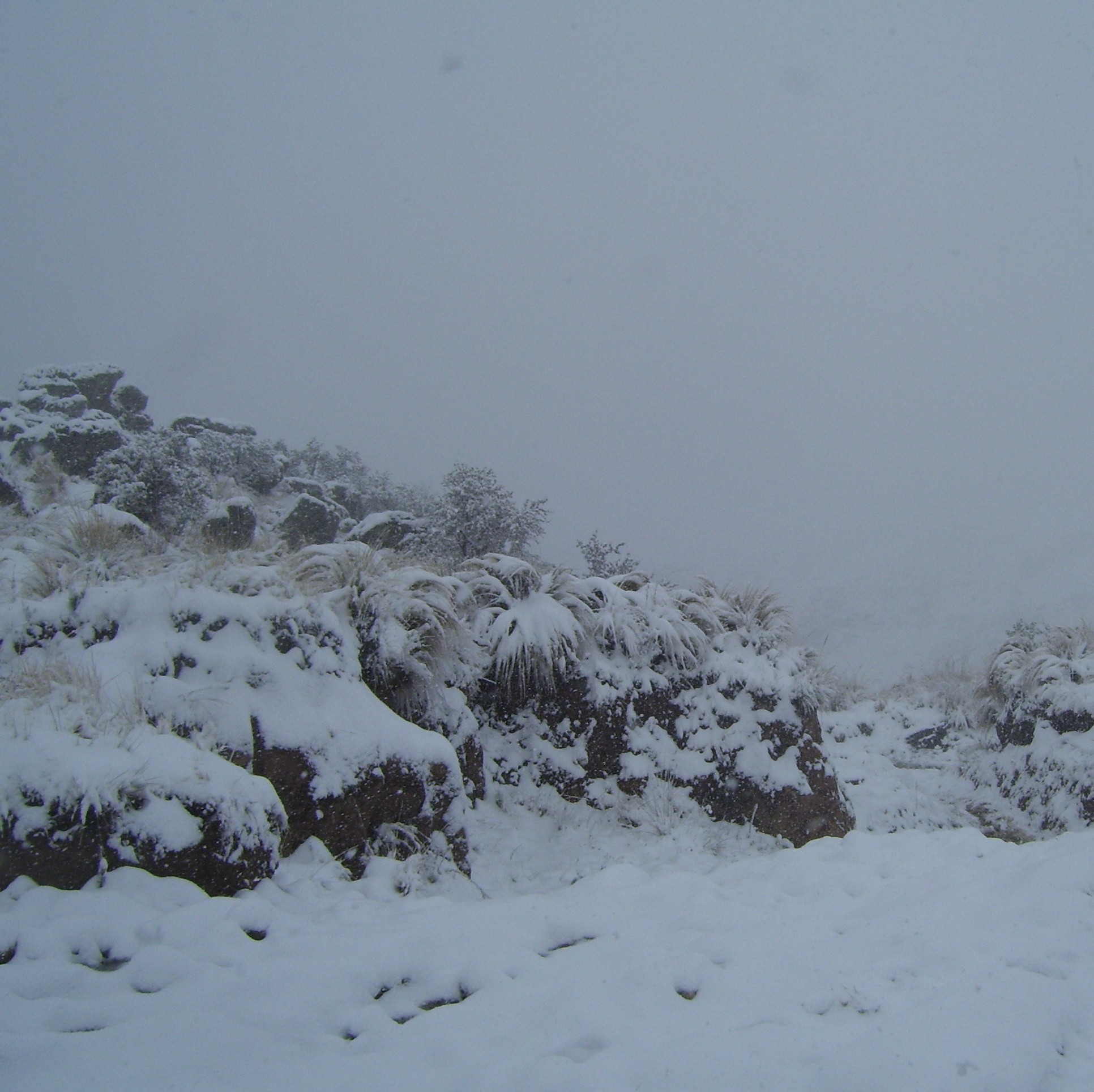
Imagen tomada en el lado Oeste del cerro Champaquí tras una nevada.

La mayor parte de la población de la región vive en el Gran Córdoba, que tiene cerca de la mitad de toda la población provincial, y en las conurbaciones lineales como las que se extienden de sur a norte desde la ciudad de Carlos Paz hasta La Falda; y buena parte del resto lo hace en la región pampeana al este de las sierras. En el oeste, la falta de tierras arables significa poca gente viviendo en el área montañosa, donde la mayor industria es la ganadería de cría y el turismo. Las misiones jesuitas tuvieron un efecto paradojal en los pueblos indígenas, entre los que se destacaron los comechingones (pero ya antes contra los «comechingones»; los sanavirones procedentes de lo que hoy es la provincia de Santiago del Estero invadieron la región nororiental cordobesa; ello fue poco antes de la llegada de los conquistadores españoles en el siglo XVI). Tras la conquista hispánica los pueblos originarios de la zona disminuyeron drásticamente por epidemias y guerras con los españoles fundamentalmente. Además, debido al estigma social del linaje indígena existieron como en el resto de la América hispana una serie de procesos de blanqueamiento del linaje, es decir de invisibilización social de las raíces indígenas en los mestizos; por ende desde inicios del siglo XIX no existen pueblos indígenas puros en las Sierras de Córdoba, si bien perviven en cierta medida sus descendientes muy mezclados con europeos. Desde mediados del siglo XIX la población es principalmente caucásica, predominando los gauchos criollos descendientes de españoles a los cuales se sumaron los inmigrantes italianos desde aproximadamente 1870 y más tardíamente tras 1920 pequeños aunque notorios grupos de alemanes y otros teutones en ciertos puntos de las Sierras (Villa General Belgrano, La Falda, La Cumbrecita) y británicos en zonas como La Cumbre y Cruz Chica.

## Geografía

### Geología

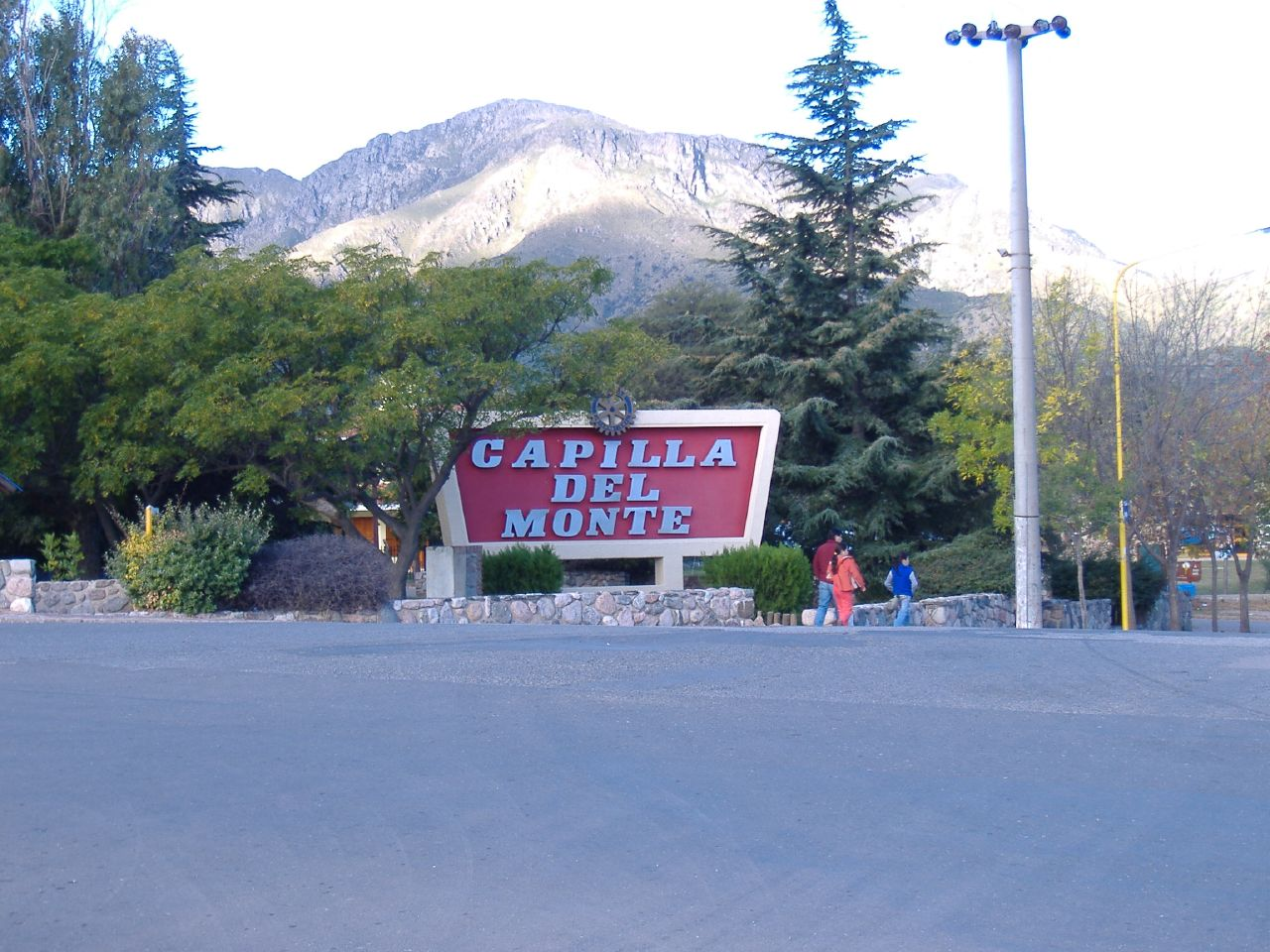
Capilla del Monte a inicios de invierno; al fondo se puede observar el Uritorco ya nevado.

Mucho más antiguas que los Andes (del Terciario), se formaron a partir del Paleozoico inferior y por su antigüedad están fuertemente erosionadas. El sector oriental (Sierras Chicas) es considerablemente más bajo topográficamente. Las montañas, en sus orígenes, formaron el límite entre Gondwana y el luego expandido océano Pacífico, y consisten principalmente de roca metamórfica como la migmatita, esquistos y gneises. En el Devónico, hubo intenso magmatismo que dio origen al batolito de Achala. Otro período volcánico corresponde al Terciario, donde se originaron los Volcanes de Pocho (Poca, Véliz, Agua en la Cumbre y La Ciénaga), todos los cuales actualmente se elevan cónicos en medio de los palmares de palma caranday en la Pampa de Pocho, cerca de Taninga.

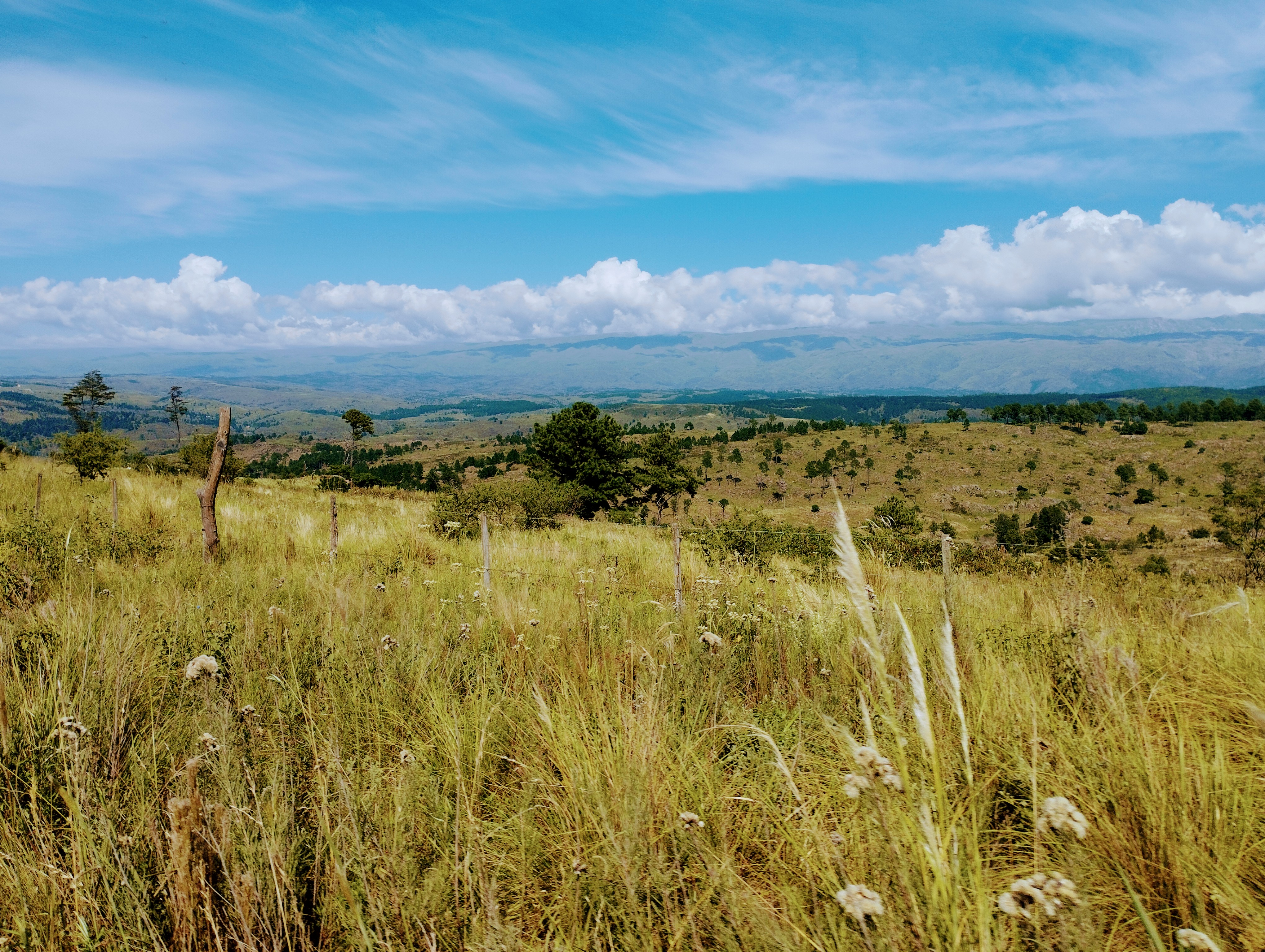
Villa Yacanto

En ciertas zonas los suelos y subsuelos kársticos o calcáreos erosionados por las aguas de lluvias y deshielos han originado sistemas de cuevas y grutas como la de los Pajaritos, Ongamira, y Los Terrones, y especialmente el río subterráneo de La Cumbrecita.
Existen varios valles entre los cordones montañosos (o «sierras») y algunas mesetas húmedas llamadas «pampas», entre las que se destacan la Pampa de Achala, la Pampa de Olaén y la Pampa de Pocho. El sector noroeste presenta salares, cuyo máximo exponente son las Salinas Grandes, que reciben el escurrimiento de los sistemas montañosos, principalmente a través de los ríos Cruz del Eje, Pichanas y Soto, entre otros. La parte noreste drena en los bañados ubicados en torno a Mar Chiquita. El sector sudeste de las sierras de Córdoba aporta sus aguas a la Cuenca del Plata, especialmente por el río Tercero, y en ciclos húmedos también por el río Quinto. El sector occidental vierte sus aguas a cuencas endorreicas, entre las que se destaca la del río Conlara.

### Orografía

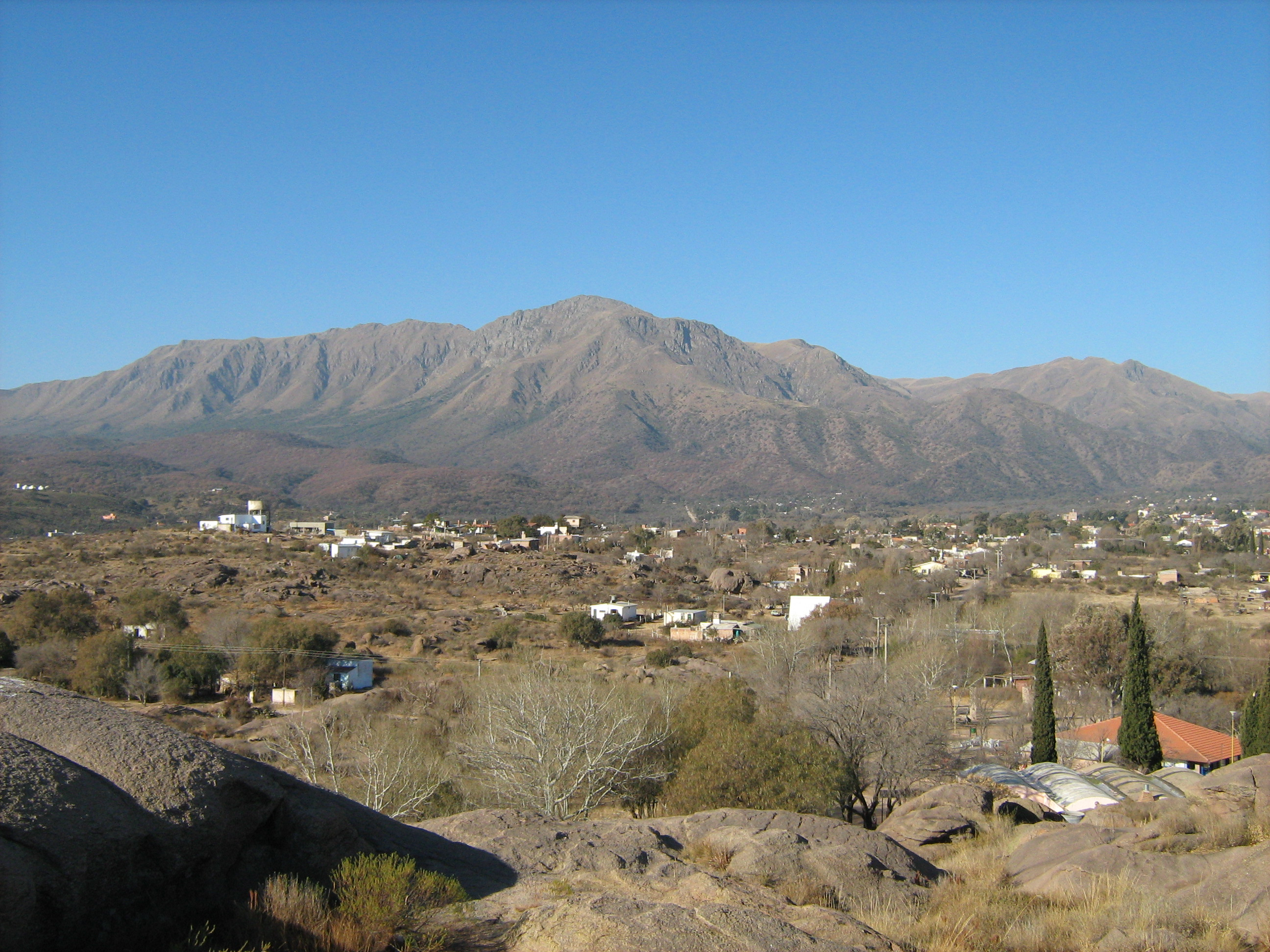
El Cerro Uritorco visto desde El Zapato en verano.

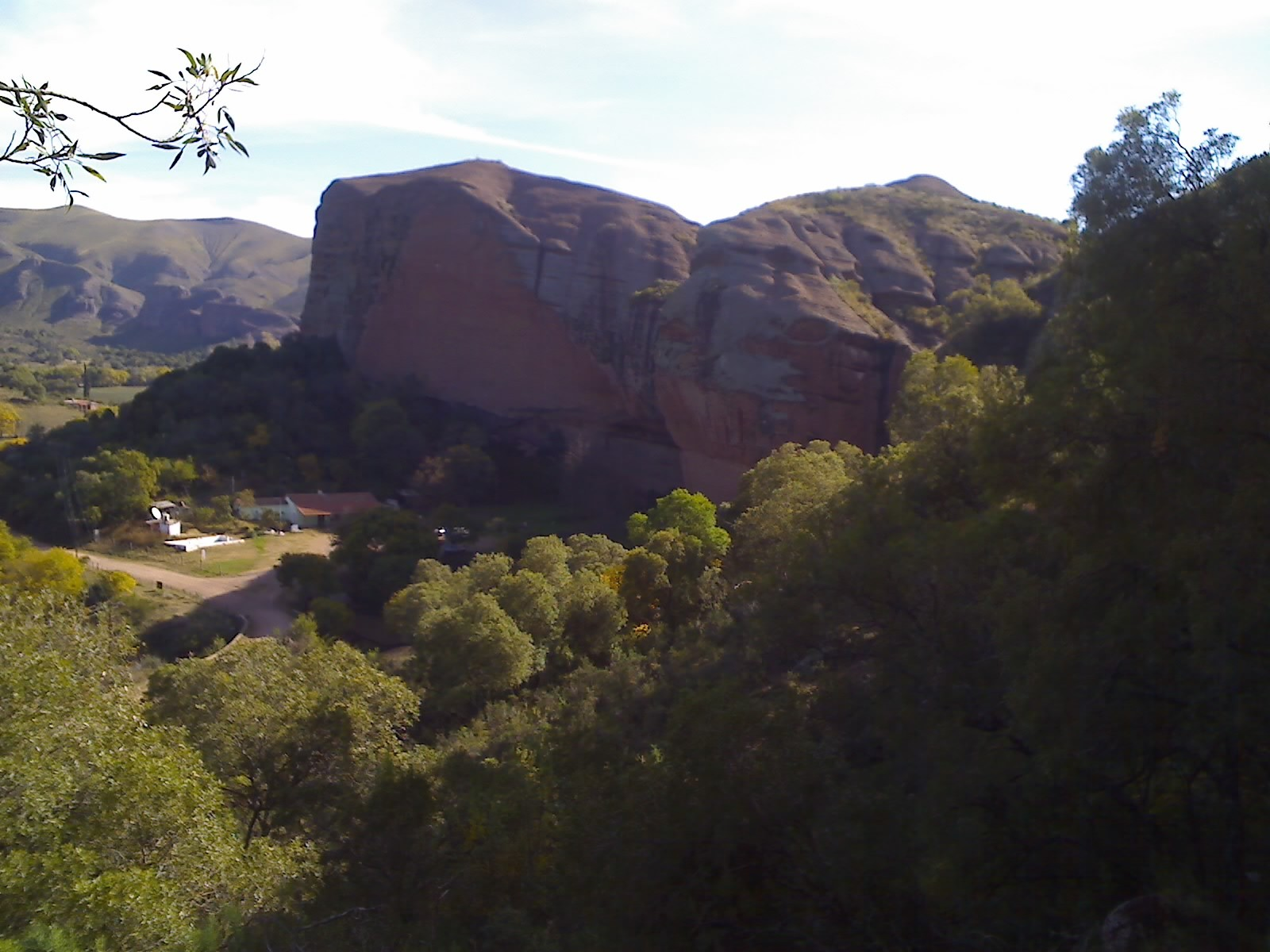
Ongamira, zona donde se ubican muchas grutas en donde los antiguos indígenas practicaron su básico arte rupestre

Por la forma del plegamiento las Sierras de Córdoba tienen una asimetría respecto a su cumbrera: la vertiente occidental suele ser abrupta (cuesta o costa) y la vertiente oriental suele ser de poca inclinación (falda o faldeo).
De este a oeste se encuentran tres principales cordones montañosos:

#### Sierras Chicas
Las Sierras Chicas son un cordón montañoso que se extiende desde la localidad de Charbonier (en el extremo norte), hasta más allá de la ciudad de Alta Gracia. En las cercanías de la ciudad de Río Tercero, encontramos la sierra de Los Cóndores, que pertenece al cordón montañoso de las sierras Chicas, y de allí, comienza a perderse en la llanura pampeana, donde la sierra de Las Peñas, marca su extremo más austral. En su recorrido de sur a norte, podemos encontrar el cerro Pan de Azúcar (1260 m s. n. m.) casi inmediatamente al este de Cosquín, el cerro El Cuadrado (1500 m s. n. m.) con una boscosa cuesta al este de Villa Giardino, el célebre y abrupto cerro Uritorco (1950 m s. n. m.) ubicado al este de Capilla del Monte, al norte de este cerro, se ubica una región denominada Quebrada de Luna, por la persona a quien le fueran adjudicadas estas tierras en el s XVII: Luis de Luna, subalterno de Jerónimo Luis de Cabrera  en su viaje fundacional a Córdoba de la Nueva Andalucía y sus adyacentes geoformas llamadas Los Terrones, ambos dominados por el cerro Pajarillo de 1650 m s. n. m. Hacia el norte, las sierras Chicas continúan hasta la localidad de Charbonier, donde se abre en cuatro ramales menores a saber (de oeste a este): sierra de Masa, sierra de Copacabana, sierra de la Higuerita, y sierra de Ischilín.
Cabe señalar que en tiempos del Virreinato del Río de la Plata y luego durante la mayor parte del siglo XIX la región de Sierras Chicas, fue el límite entre dos extensísimas zonas (principalmente comerciales): «El Arriba» (toda Argentina al norte y oeste de la sierra) y «El Abajo» (toda Argentina al sur y este).

#### Sierras Grandes
Las Sierras Grandes, como su nombre lo indica, son las más elevadas y las de mayor extensión latitudinal; se elevan al oeste de las sierras Chicas mediando entre ellas valles (Punilla, Paravachasca, Calamuchita) la parte elevada o amesetada de estos valles recibe el nombre de «pampas», entre tales pampas se destacan (de sur a norte) la Pampa de Achala, del Hospital, de San Luis y de Olaen, las mayores alturas de las Sierras Grandes y de todas las Sierras de Córdoba se ubican en el centro de este cordón: El Cerro Champaquí (2884 m s. n. m.) seguido a sus costados por el Linderos (2809 m) y el cerro Áspero de unos 2750 m, este macizo se ubica entre las poblaciones de Yacanto de Calamuchita al este y Yacanto de Traslasierra al oeste. La otra cumbre principal de la Sierra Grande es el cerro Los Gigantes (2420 m s. n. m.) unos 40 km al oeste de Carlos Paz. Al sur del cerro Linderos la Sierra Grande se prolonga en la Sierra de Comechingones con cumbre en el cerro de las Ovejas (2297 m) que señala el límite con la provincia de San Luis.
Un ramal lateral se extiende en el norte y oeste de la Sierra Grande desde el nudo del Cerro Los Gigantes: las Cumbres de Gaspar se extienden luego por la Pampa de Pocho hasta entroncar con las Sierras Occidentales.

#### Sierras Occidentales

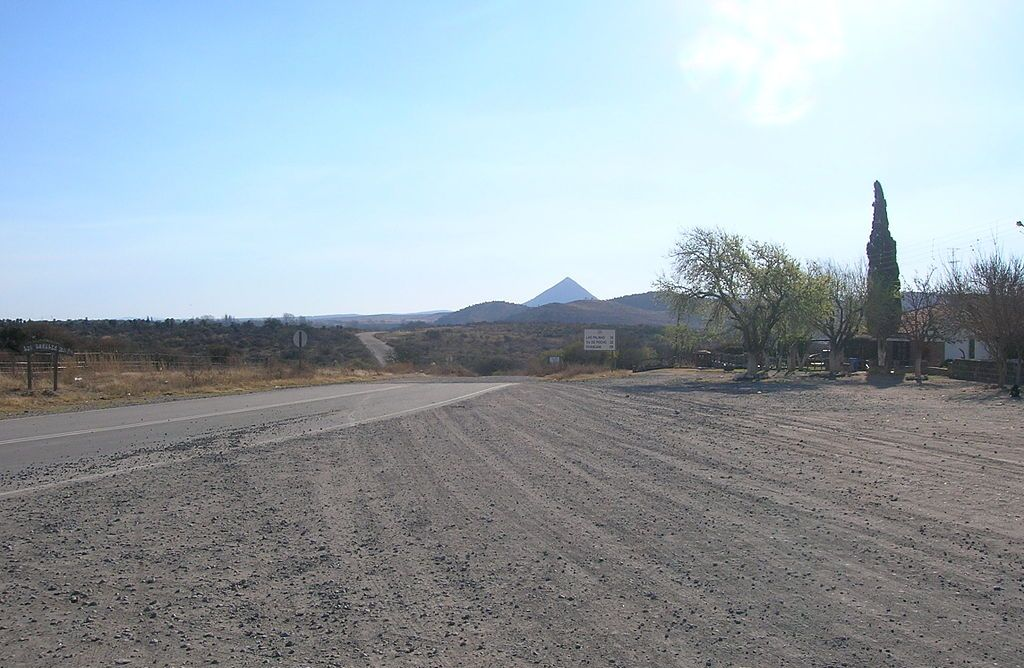
Cono del extinto volcán Poca, visto desde Taninga.

Se ubican al oeste de las Sierras Grandes y de las cumbres de Gaspar (en medio de estas se encuentra Salsacate), la ya antes citada Pampa de Pocho en cierto modo une a las sierras Grandes con las Occidentales, en tal curiosa región de la pampa de Pocho se elevan conos volcánicos basálticos extintos (Poca, Boroa, Véliz, La Ciénaga, Agua en la Cumbre) inactivos al pie de los cuales prosperan densos bosques de palmera caranday  (llamadas por los paisanos «cocos»). Que existan palmeras, puede a priori sugerir un clima cálido pero ocurre todo lo contrario: el clima es fresco todo el año en estos palmares y en invierno caen sobre ellos nevadas. Las sierras Occidentales tienen de sur a norte dos cordones eslabonados principales: la Sierra de Pocho que se explaya hacia el norte a partir de un ramal del Champaquí, y la Sierra de Guasapampa, la más remota de las sierras occidentales de Córdoba, en este cordón la elevación máxima es el cerro Yerba Buena (1650 m s. n. m.).

### Valles

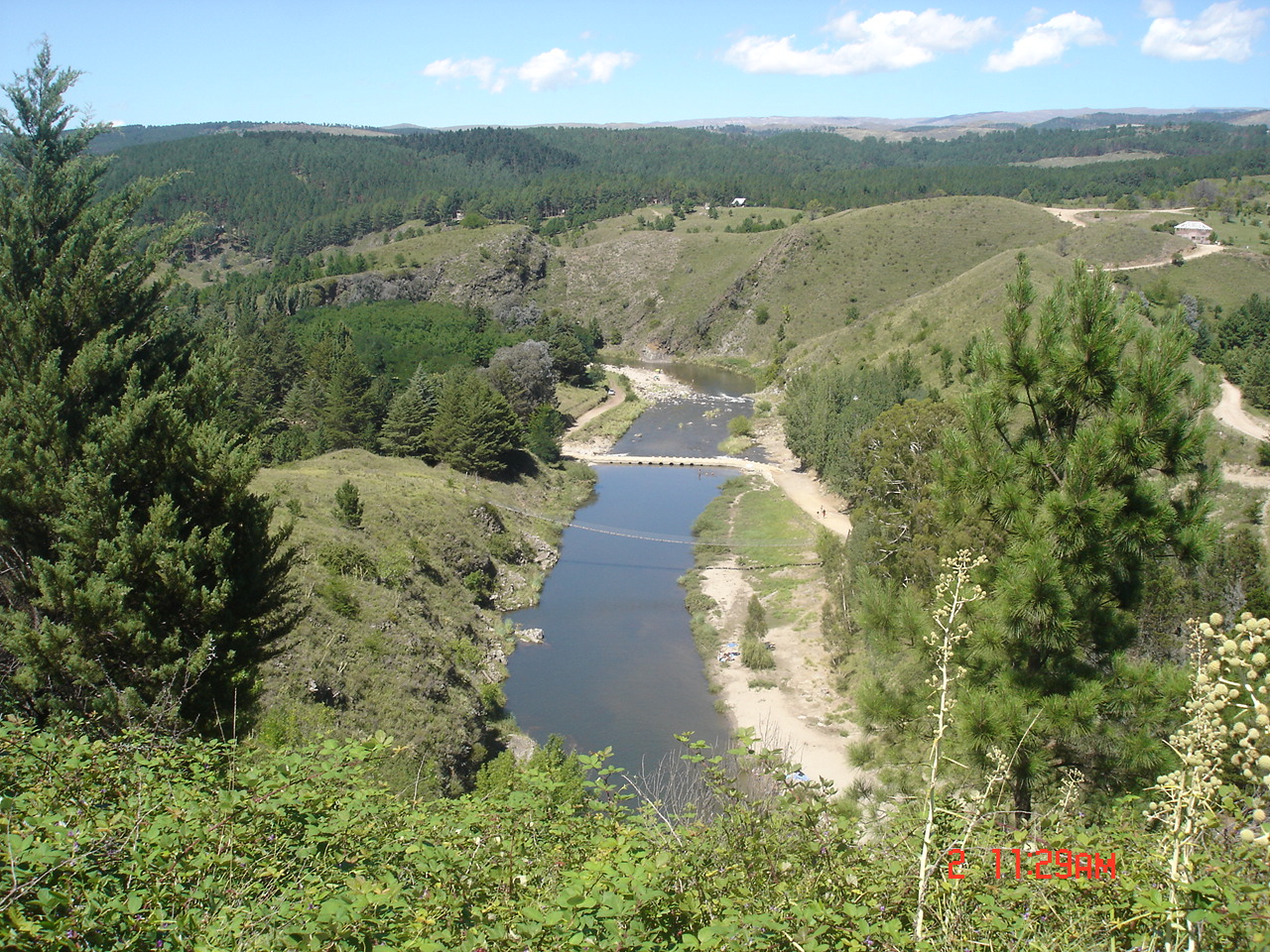
Río Durazno

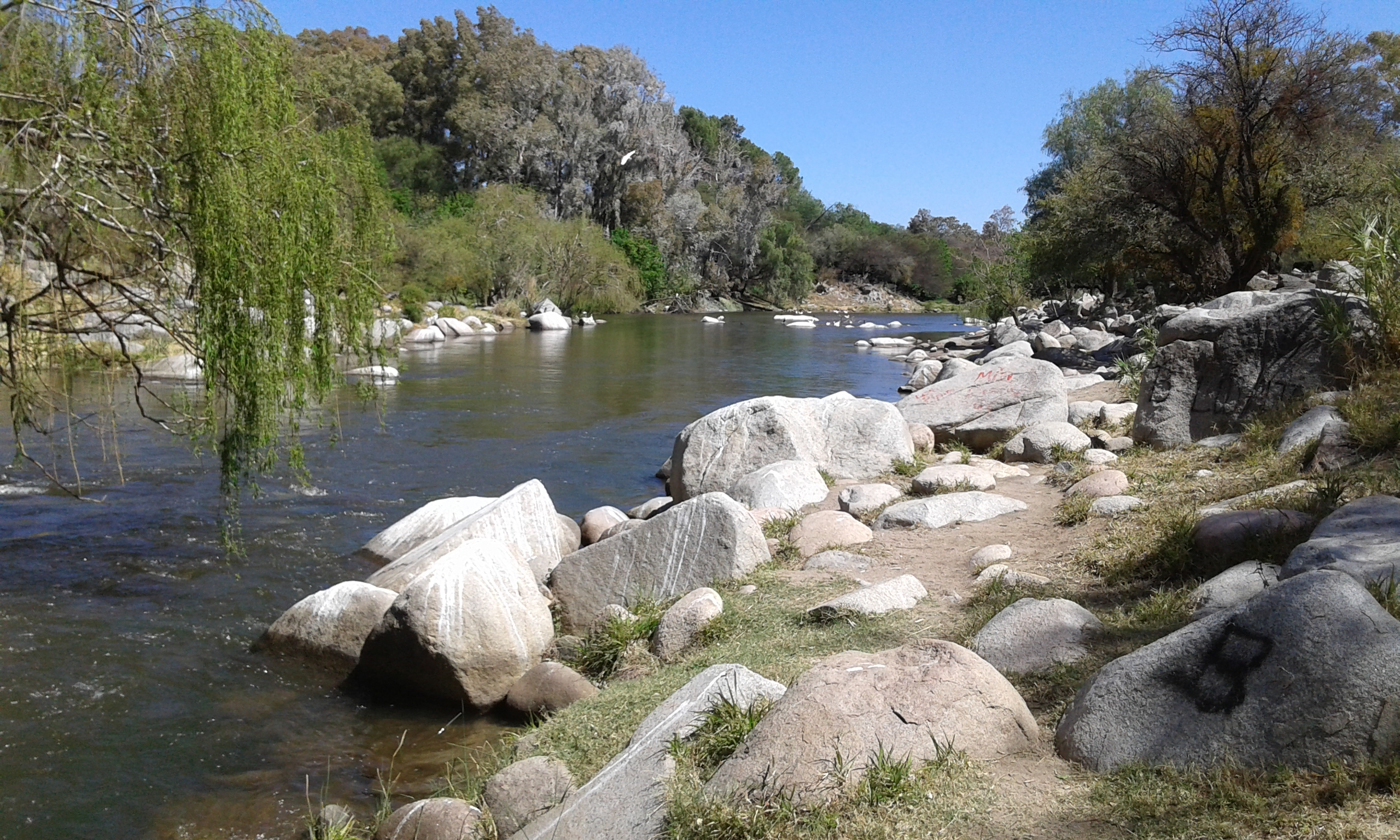
Río Cruz del Eje

Entre las Sierras Chicas y las Sierras Grandes hay cinco valles principales:

#### Valle de Sierras Chicas
En el Valle de Sierras Chicas se ubica la Reserva Hídrica Natural Parque La Quebrada y la ciudad de Río Ceballos, a sólo 30 km de la ciudad capital de Córdoba. La pequeña ciudad de Río Ceballos se halla unida a la ciudad de Córdoba por la autopista llamada de Pajas Blancas, la cual pasa por las adyacencias del aeropuerto internacional Ingeniero Ambrosio Taravella.
Más al norte hay también importantes destinos turísticos como Jesús María (famoso por el festival de Doma y folclore), Ascochinga, Agua de Oro, Salsipuedes, y La Granja.

#### Punilla
En el Valle de Punilla se ubica el Lago San Roque (artificial) y la ciudad de Villa Carlos Paz, la cual es el centro turístico más importante, contando con variada hotelería, casino, y gran actividad nocturna. Se encuentra a 35 km de la ciudad capital de Córdoba de la cual está unida por una autopista.
Más al norte hay también importantes destinos turísticos como Cosquín (famoso por el festival de folclore y cabecera del departamento que lleva el nombre del valle; es decir:  Punilla ), Los Cocos, La Falda, La Cumbre, Huerta Grande, Villa Giardino y Capilla del Monte.

#### Calamuchita
El valle de Calamuchita se encuentra hacia el sur. Su población más importante es Villa General Belgrano, única por su Fiesta Nacional de la Cerveza y la gastronomía y cultura   centroeuropea traída allí por los inmigrantes alemanes. La ciudad más poblada es Embalse con más de 15 000 habitantes, seguida por Santa Rosa de Calamuchita; los pinares y la pequeña villa La Cumbrecita son también atracciones turísticas. Los lagos: Dique Los Molinos y Embalse Ministro Pistarini (comúnmente llamado Embalse del Río Tercero). Otras localidades: San Agustín, Los Reartes, Villa Rumipal, Villa del Dique, Yacanto de Calamuchita, La Cruz, etc.

#### Paravachasca
El Valle de Paravachasca se ubica entre el de Punilla (al norte) y el de Calamuchita (al sur). Su principal centro urbano es la antigua ciudad de Alta Gracia, uno de sus principales atractivos turísticos, además de la ciudad recién indicada, es el parque nacional Quebrada del Condorito.
Otra bella región es la de alrededor del río Anisacate; allí se ubican Anisacate, Valle de Anisacate, Villa Los Aromos, Villa La Bolsa, Villa La Serranita, La Rancherita y otros.

#### Traslasierra

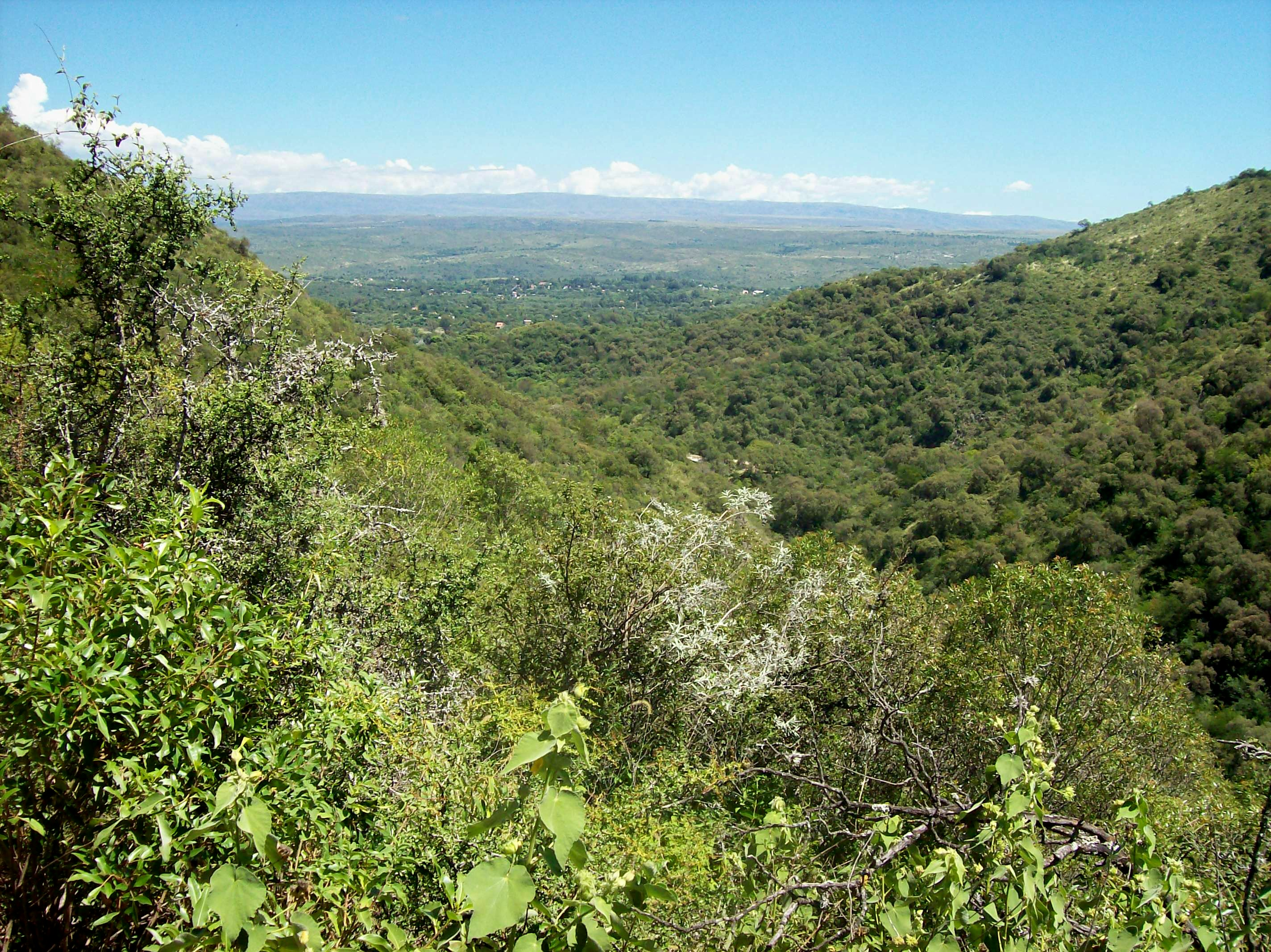
Vaquerías vista desde Valle Hermoso (Córdoba).

Pasando las Sierras Grandes, hacia el oeste, encontramos el Valle de Traslasierra, siendo Mina Clavero la población turística más destacada al norte y, además de cantidad de pequeños pueblos con aire puro y mucha tranquilidad como Nono o Villa de Las Rosas muy próximos a la ladera occidental del cerro Champaquí; al sur se destaca Villa Dolores, Los Hornillos; el Valle de Traslasierra se continúa al sur por el Valle de Conlara este último ya en la provincia de San Luis. En esta zona, un atractivo indiscutido es el Dique La Viña.
A los antes mencionados valles se suman zonas adjuntas:

#### Zona norte
La vertiente oriental de las Sierras de Córdoba se explaya por una penillanura hasta prolongarse en la Región Pampeana, o Llanura Pampeana correspondiente a la Pampa Húmeda. En esta zona de contacto se encuentran otras localidades turísticas, por ejemplo: Colonia Caroya (con importante producción de vinos, fiambres y embutidos), Quilino, Ischilín, Salsipuedes y Jesús María. En esta zona se encuentran los mayores yacimientos de pinturas rupestres: Cerro Colorado y Ongamira en este sector los ramales montañosos van bajando su altitud de sur a norte concluyendo (ya en los límites con Santiago del Estero) en las sierras de Ambargasta y Sumampa a cuyos pies se encuentran las antiquísimas localidades de Totoral, Tulumba, Villa de María del Río Seco , San José de la Dormida y San Francisco del Chañar.

#### Cuenca del Sol
Cuenca del Sol es el nombre dado al territorio que se extiende entre el norte del ya citado Valle de Punilla hasta la gran cuenca de las Salinas Grandes. Se trata de una de las zonas que mantiene más virgen el bioma precolombino (con abundancia de árboles semixerófilos como los chañares o «chañarales» y algarrobales o palmas carandays llamadas en la zona «cocos»), teniendo su principal centro urbano en Cruz del Eje donde se realiza la Fiesta Nacional del Olivo, ya que pese a mantener gran parte del bioma antiguo las periferias de Cruz del Eje poseen importantes centenarios olivares. En sus tramos adyacentes se encuentra un tramo del Camino de las Estancias Jesuíticas que conduce hacia una de ellas: La Estancia Jesuítica La Candelaria. Desambiguando la denominación "La Cuenca del Sol" puede considerarse su delicioso clima de 300 días de sol al año en una abertura hacia el norte como una cuenca, propiamente dicha, que desemboca en el extremo sureste de las Salinas Grandes.

#### Sierras del Sur
Las Sierras del Sur corresponden al área serrana que comprende a las localidades de cordobesas de Achiras, Las Albahacas, Villa El Chacay, Alpa Corral, Río de los sauces y Villa Cañada del Sauce (ruta prov. nº23). Ubicada en la zona sur de la Sierra de los Comechingones que junto con la de Los Gigantes forman las sierras grandes o cordón central. Estas pequeñas poblaciones se caracterizan por ríos frescos y cristalinos en tramos torrentosos y profundos o, por el contrario, muy playos.

### Hidrografía

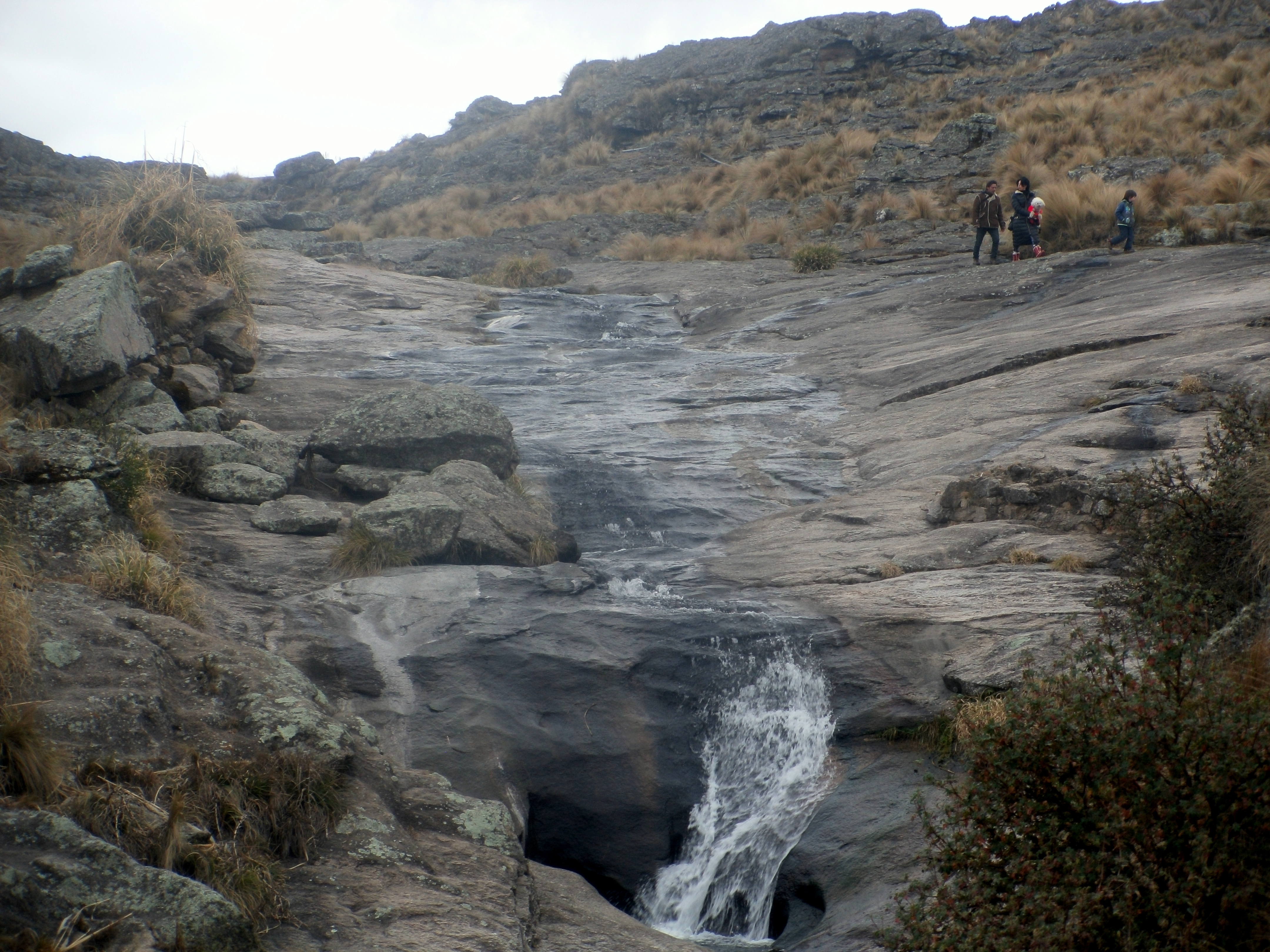
Cascada descendiendo de las sierras en cercanías a Pampa de Achala. La ruta en este trayecto atraviesa numerosas vertientes.

Hidrográficamente las Sierras de Córdoba constituyen un "castillo de aguas" en el cual nacen ríos que fluyen hacia todos los puntos cardinales, aunque los principales lo hacen hacia la región pampeana o hacia el pequeño sector de la Región Chaqueña en la que se encuentra la gran laguna salada de Mar Chiquita.
Los ríos principales que fluyen desde las Sierras de Córdoba son: el río Primero o Suquía, río Segundo o Xanaes, río Tercero o Ctalamochita luego-Carcarañá, río Cuarto o Chocancharava y el río Quinto o Popopis (que se continúa, a través de los Bañados de la Amarga, por el río Salado hasta alcanzar el estuario del Río de la Plata).

## Economía

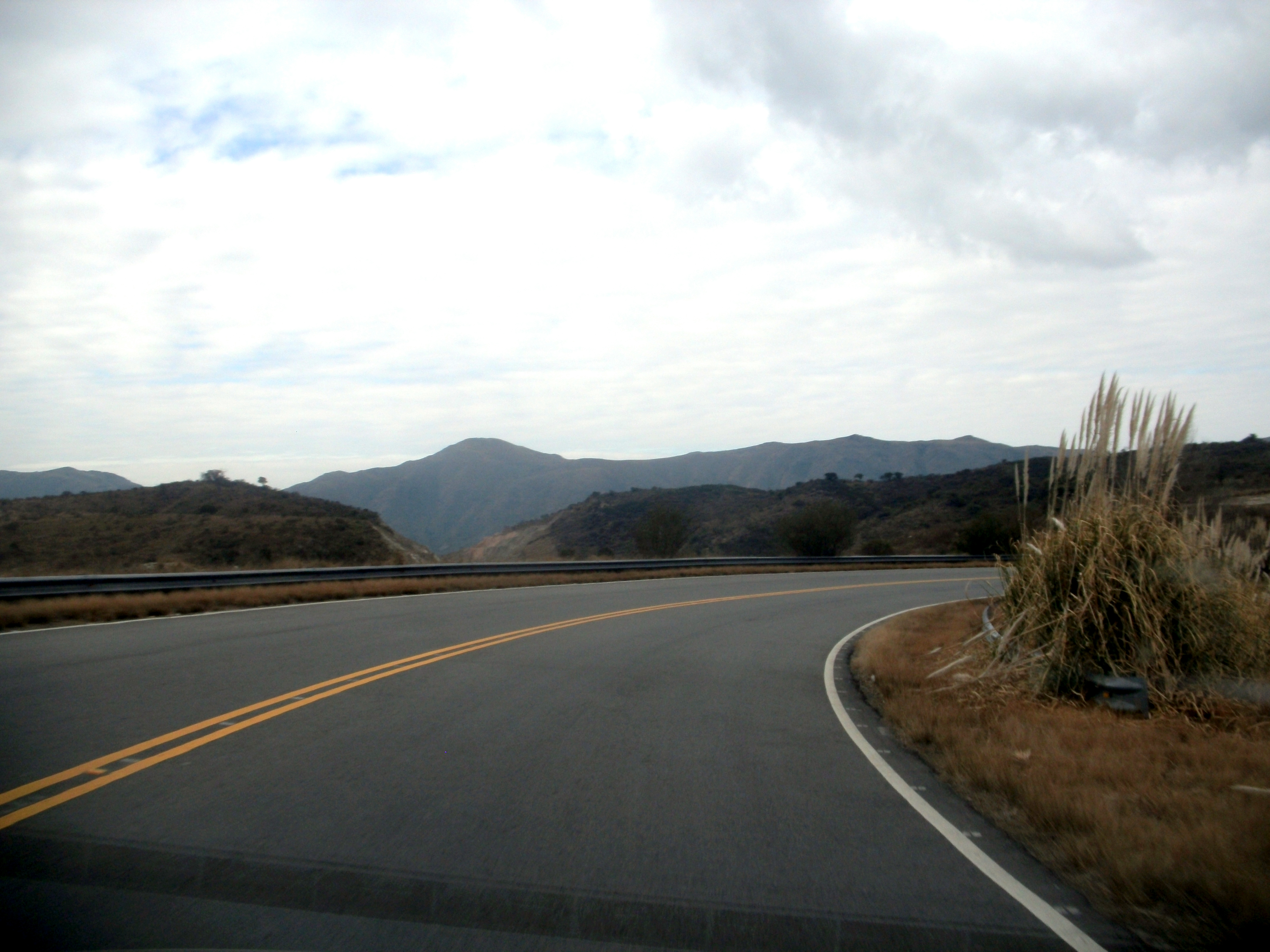
El camino de las Altas Cumbres es la vía que permite el turismo en la zona.

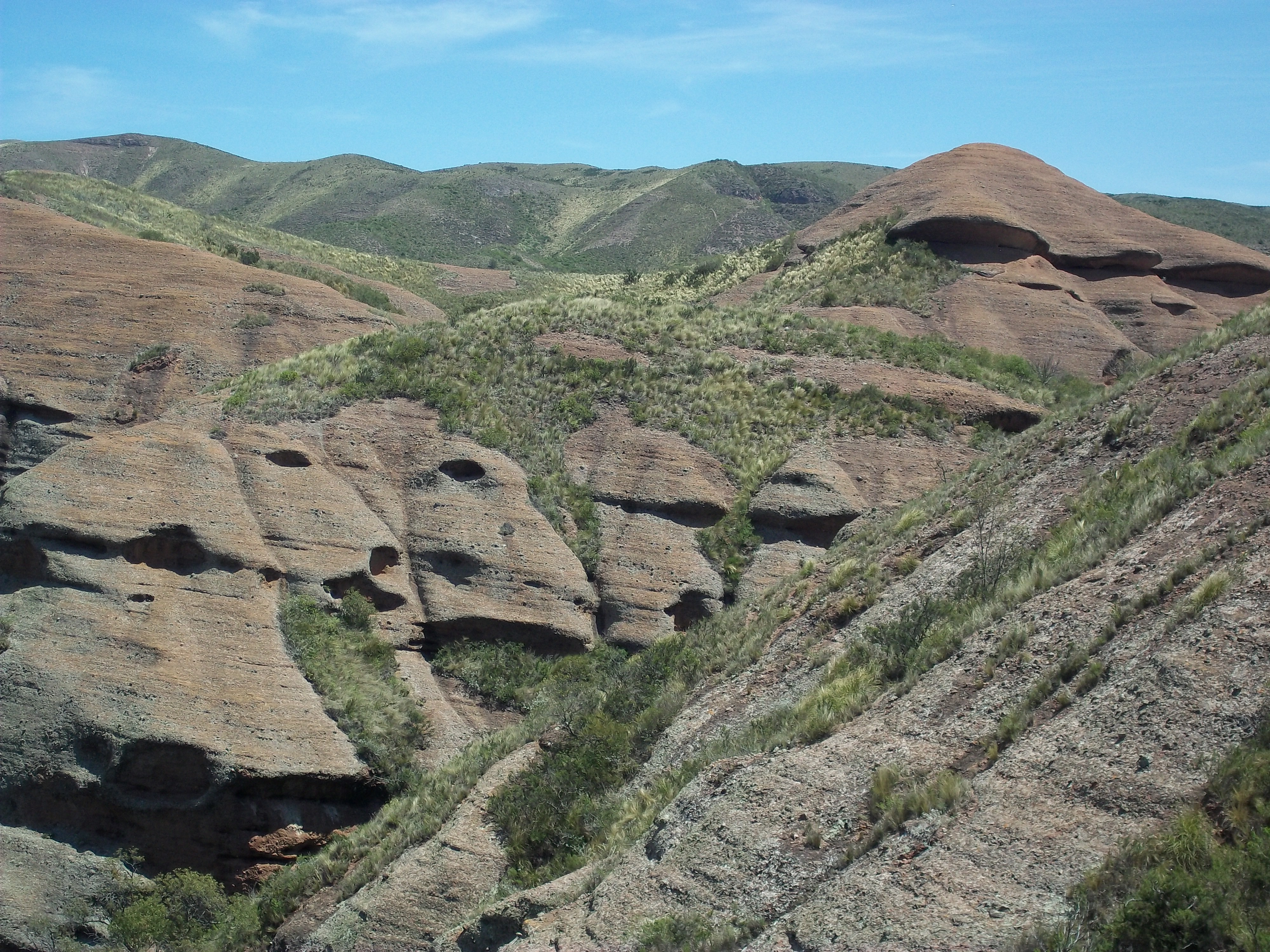
Vista del hábitat de los comechingones. Los pobladores aborígenes de la zona se dedicaban a actividades primarias de agricultura.

Si bien el territorio de las Sierras de Córdoba es naturalmente bastante rico en minerales (cal, mica, cuarzo, mármol, ónix verde, pequeñas cantidades de oro etc.) y sus terrenos han dado sustento a actividades ganaderas (en la cual ha predominado la ovina y caprina), la avicultura (criaderos de pollos), la forestación maderable y la agricultura (hasta mediados del siglo XIX fueron muy importantes los viñedos de Alta Gracia, en la actualidad persiste la actividad vitivinícola de vinos boutique) principalmente en Caroya, así como industrias casi siempre familiares o artesanales: producción de quesillos de cabra y oveja, panes y bizcochos caseros de campo, pastelitos criollos, alfajores, arropes y dulces como los de tuna, higo, membrillo o de leche; jamones serranos, salames, sopressatas, codeguines, ravioles rellenos de ortiga, cervezas artesanales, procesamiento de diversas hierbas como la peperina (con la cual se producen licores), la manzanilla, la malva o el poleo; elaboración de objetos de figuras y recipientes de cerámica negra  (principalmente en torno al Dique de La Viña o Embalse Ingeniero A. Medina Allende): quesillos y quesos de cabra, miel, arropes de tuna, sombreros de totora, sombreros,  cestas, bolsos y muñecos de fibra trenzada de "coco", licores de peperina, chacinados y encurtidos como los codeguines, sopressatas, bondiolas, jamones serranos típicos de la "Pampa Gringa" cordobesa y sus zonas de influencia. Muñecos de paño lenci (especialmente en el Valle de Punilla),  y, en la ciudad argentina de Córdoba la fabricación ancestral de muebles de buena calidad. ; pesca de río y de lago (en especial truchas, pejerreyes, palometas, mojarras), producción de energía hidroeléctrica; muebles de algarrobo  etc. Desde fines del siglo XIX (y la actividad sigue en incremento) la principal actividad económica es, merced a sus atractivos paisajes y su clima, el turismo, actividad para la cual las Sierras de Córdoba están muy bien dotadas de una infraestructura que incluye hoteles, hosterías, albergues, campings, balnearios etc, aunque aún están poco aprovechados los deportes de invierno existen pistas de esquí usadas en temporadas de grandes nevadas como la instalada unos 20 km al oeste de Carlos Paz.

### Clima

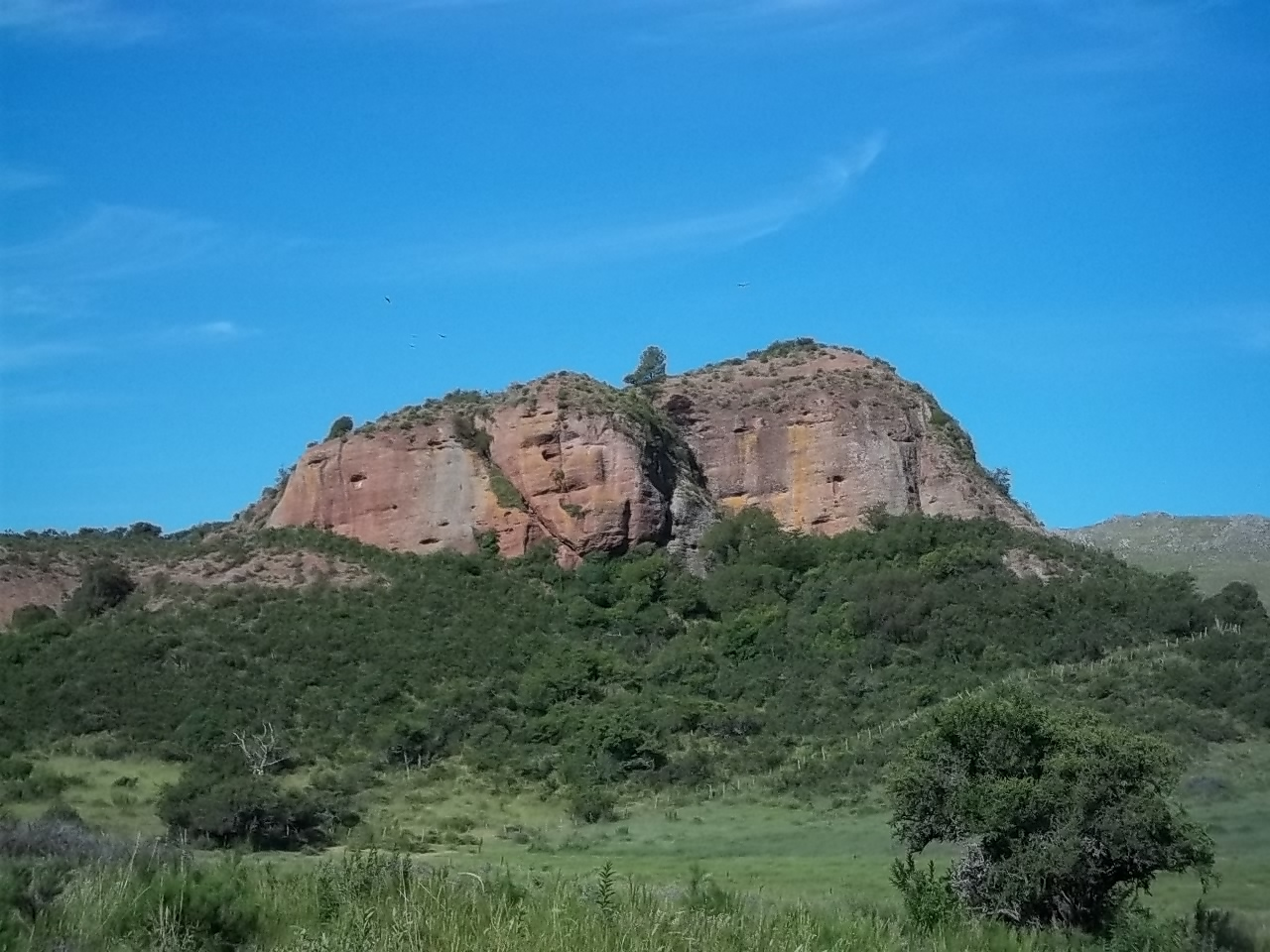
Zona de las Grutas de Ongamira.

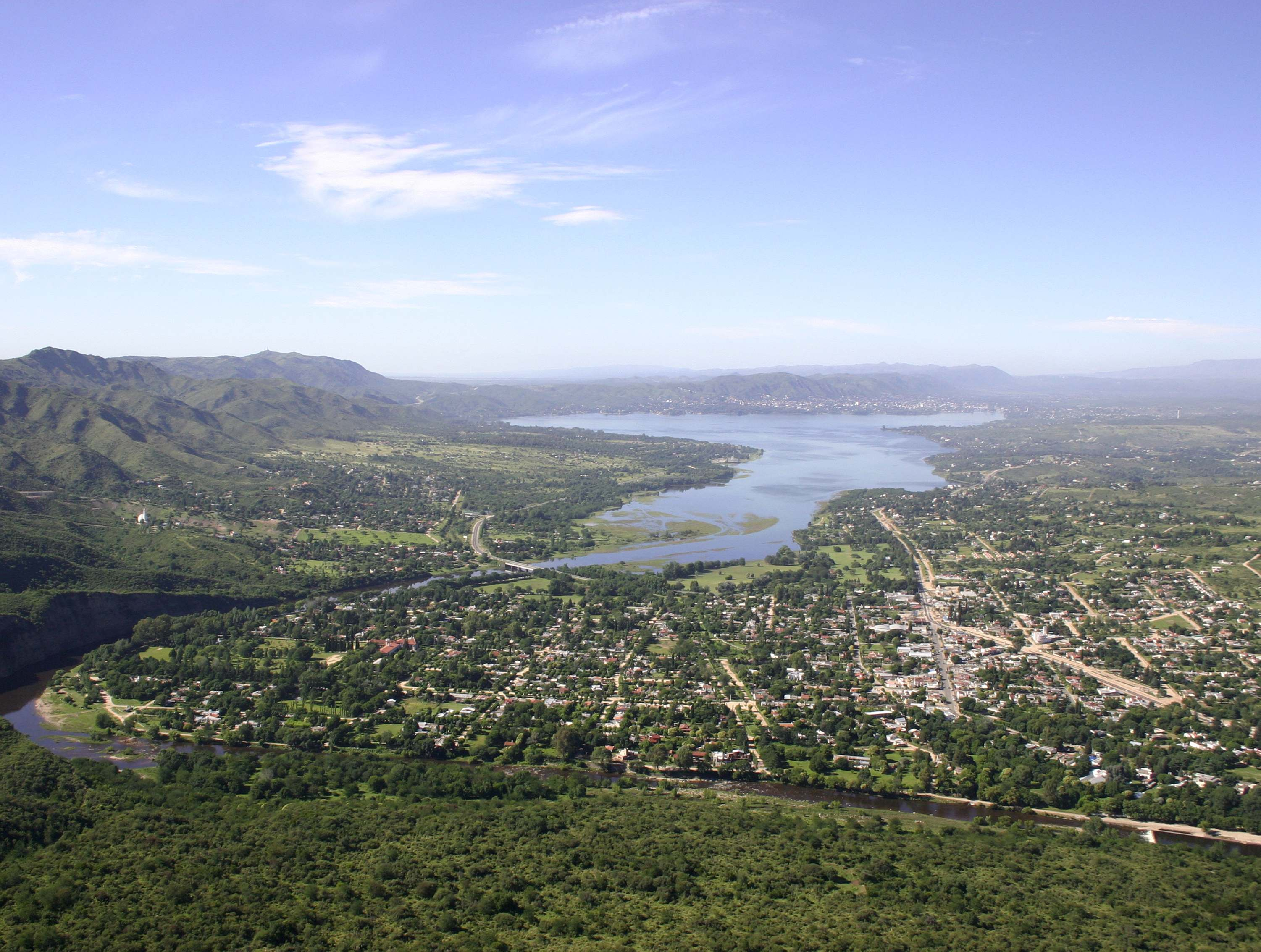
Paisaje desde Bialet Masse.

En las bajas altitudes, las Sierras de Córdoba tienen un templado cálido (Köppen Cwa), con veranos cálidos y húmedos, con frecuentes tormentas e inviernos secos y frescos. Tal clima tiene un sistema de lluvias diametralmente opuesto al del clima mediterráneo europeo pero el período seco y el húmedo explica la existencia de paisajes bastante parecidos a los de gran parte de España o gran parte de Italia y de hecho crece muy bien el olivo  y otras plantas mediterráneas (como el cedro y el ciprés) alrededor de esta zona. El promedio anual de lluvias de la ciudad de Córdoba capital es de 715 mm, pero el régimen pluviométrico es sumamente variable. En la parte este de las Sierras, puede llover más de 1200 mm/año, pero disminuye mucho yendo al oeste con menos de 400 mm/año.
En las zonas orientales de las Sierras (Valles de Calamuchita y Punilla), las temperaturas en elevaciones bajas (por debajo de 500-600 metros) son templadas, con máximas promedio de entre 28 °C y 30 °C en verano (con mínimas entre 16 °C y 18 °C), y con máximas entre 15 °C y 18 °C en invierno, con mínimas de entre 2 °C y 5 °C. Las máximas absolutas se encuentran cerca de 40 °C, mientras que las mínimas absolutas están por debajo de -8 °C en las zonas más protegidas.
El valle de Traslasierra es generalmente más cálido, llegando la máxima promedio a 32 °C en Villa Dolores (a tan sólo 530m), y con inviernos en los que la máxima promedio alcanza 19 °C, descendiendo las temperaturas a 4 °C durante la noche.
Muchas de las ciudades en las Sierras se encuentran a mayor altura: en el valle de Punilla, Villa Carlos Paz está ubicada a 650 m, mientras que La Falda se encuentra a 950 m y La Cumbre a 1150 m. La localidad de Huerta Grande, a más de 900 ms, presenta una temperatura máxima promedio estival ligeramente por debajo de 27 °C, con mínimas de 14 °C, mientras que en invierno los valores son 14 °C y 4 °C.
Más al sur, en el Valle de Calamuchita, Villa General Belgrano se encuentra a 750 ms, mientras que La Cumbrecita está a casi 1300 m, siendo el clima de esta última bastante más fresco. En Traslasierra, Villa Dolores está a sólo 530m mientras que Mina Clavero está a 900 m y Los Hornillos, ciudad más elevada, supera los 1000 m.
A mayor altura, las temperaturas disminuyen, aunque es común que las laderas y las cumbres tengan temperaturas nocturnas más moderadas y temperaturas diurnas más frescas que los valles. Por ejemplo, en el Observatorio de Córdoba, ubicado a 1350 m en una cima, tiene temperaturas invernales que oscilan entre 5 °C por la mañana y 11 °C durante el día: incluso la llanura pampeana tiene noches más frías. Durante el verano, las máximas son de 24 °C.
En zonas elevadas, debido a los inviernos relativamente secos, cae menos nieve de lo que las temperaturas invernales pueden dar a suponer; y no hay evidencia de formatos de glaciares o periglaciar es en el Pleistoceno. Sin embargo, las nevadas invernales en las Sierras están aseguradas todos los años, variando su intensidad, siendo más asiduas e importantes las que ocurren en las zonas que superan los 1000 m s. n. m. Las temperaturas más frías se dan sobre la Pampa de Achala, a más de 2000 metros de altura, en una zona relativamente llana, lo que permite gran enfriamiento por irradiación.
El clima fresco y seco en las montañas provocó a finales de siglo XIX e inicios de siglo XX notablemente la cantidad de hoteles de salud en Córdoba, particularmente en Alta Gracia, La Falda, Santa María de Punilla, Deán Funes, en Jesús María etc. Luego, a partir de la segunda mitad de siglo XX el clima agradable (sumado a los atractivos paisajísticos y culturales) se ha transformado en un aliciente para el turismo particularmente el estival.

### Flora

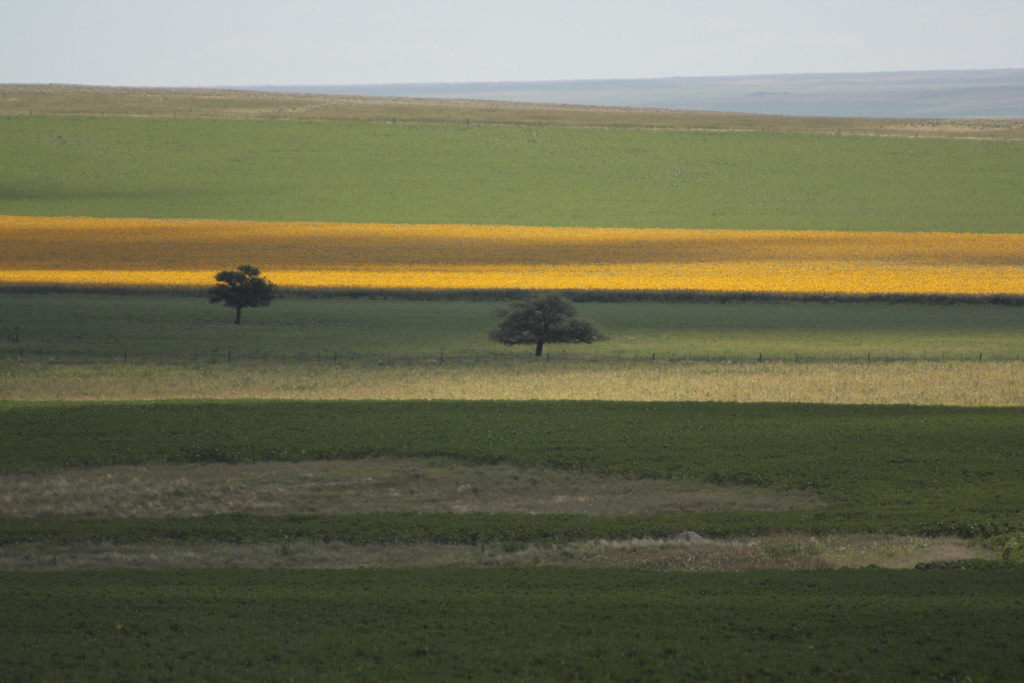
Paisaje cerca de Nono.

Se relaciona con la región del Chaco aunque es una ecorregión bastante diferenciada y posee a las bajas altitudes un bosque dominando en el mismo especies arbóreas como la Lithraea molleoides y la Zanthoxylum coco, con Schinopsis marginata dominante en las pendientes secas del oeste, en las laderas suaves prospera el molle, en el fondo de los valles los "algarrobos" (Prosopis alba y Prosopis nigra) que llegan a ser centenarios, particularmente en el sector septentrional y occidental de las cordilleras. La alta exposición causa un límite de límite de crecimiento arbóreo a menos de 2000 m s. n. m., por encima de las regiones alpinas, dominando varias especies de Stipa como la punilla. Muchas de esas especies en esa zona alpina son muy raras, pero el nivel de conservación no es alto, con muchas de las sierras desprotegidas. En los sectores bajos septentrionales se encuentran chañares; los arroyos y ríos suelen estar bordeados por sauces criollos y sauces llorones, en las zonas elevadas secas aunque sujetas a nevadas invernales y frecuentemente afectadas por rayos crece el árbol de pequeño porte llamado tabaquillo, en las áreas septentrionales se encuentran ejemplares de quebracho blanco, horco quebracho, horco molle, aromo, piquillín, tala, mistol, árbol brea (valioso por su goma o resina), en ciertas zonas se encuentran profusos palmares de "cocos" o carandays, que pese a su nombre local no producen cocos.
Abundan arbustos de diversas especies encontrándose frecuentemente hierbas de uso medicinal como la peperina, la malva, el poleo, la campanilla, el cosmos, la pasionaria, la carqueja, llantén, la zarzamora, la importada hace siglos desde Europa, manzanilla, la uvilla, el romerillo, en las zonas más húmedas como son las orillas de los arroyuelos próspera la menta yerbabuena y la chilca, etc.. En las zonas húmedas pequeños helechos y en las zonas más secas pequeñas cactáceas como la Parodia mammulosa que suelen ser utilizadas como plantas ornamentales por su aspecto; espinillos y la ya citada planta llamada punilla asociada con abrojos.
Se sabe que la vegetación de las Sierras de Córdoba ha variado mucho en el Cuaternario, con algunos periodos en el Holoceno entre 8000 y 500 años, cuando los bosques se extendían al nuevo lado seco del oeste de las montañas y cerca de las adyacentes Sierras de San Luis. En otros climas (otros tiempos geológicos), como los periodos glaciares y la parte más temprana del Holoceno, todas las sierras estaban completamente desarboladas debido a las bajas precipitaciones. Lo anterior es una explicación de la relativamente escasa cantidad de especies endémicas..
Desde la llegada de los europeos en el siglo XVI se han aclimatado especies holárticas siendo actualmente típicas de gran parte del paisaje de los valles; entre estas las más frecuentes son: los álamos, olivos, durazneros, vides, cipreses, robles, variedades de pinos y cedros; a finales del siglo XIX se introdujo desde Australia el eucalipto y durante el siglo XX el pino poderoso así como otras especies de coníferas.

### Fauna

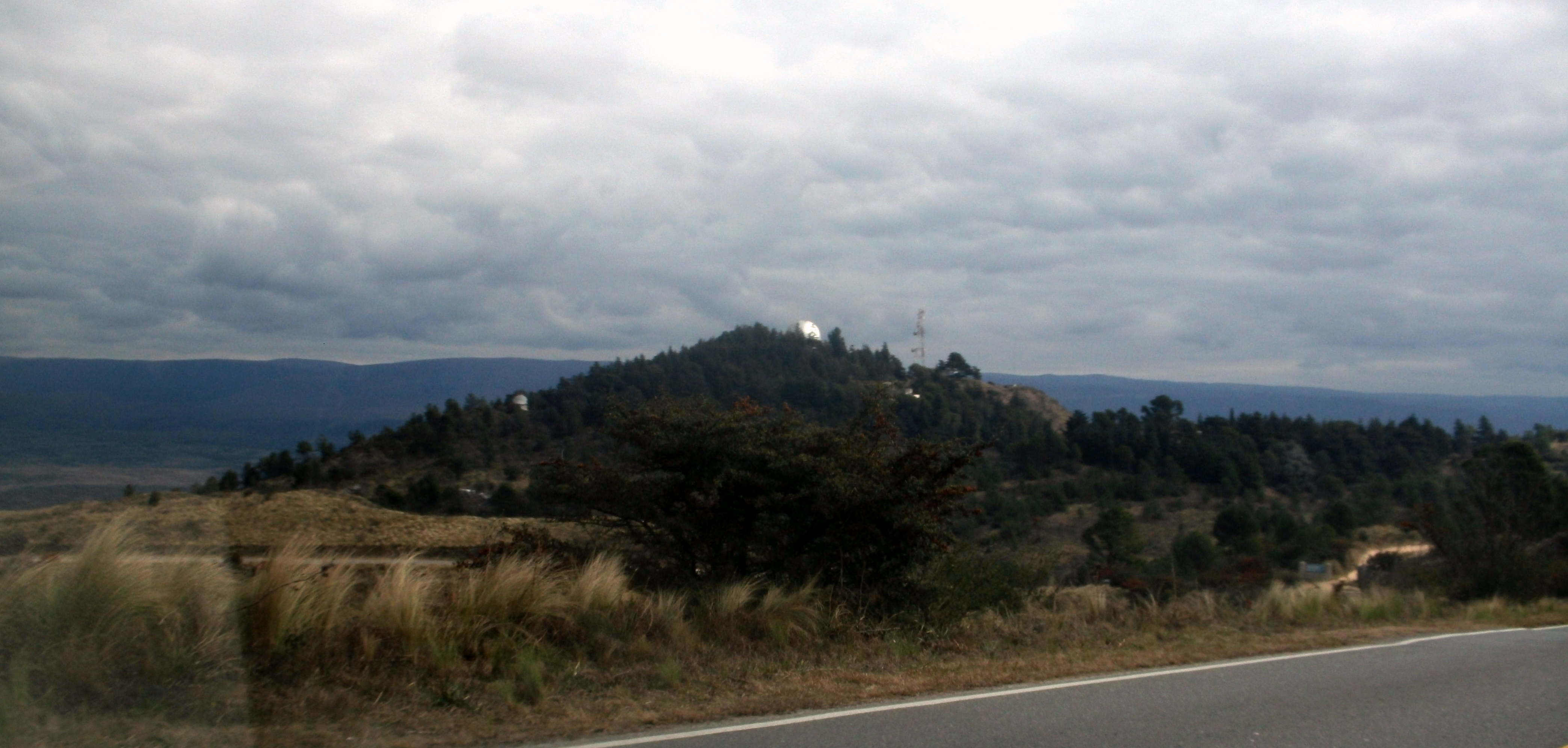
Observatorio de la UNC en medio de las sierras.

Debido a la fuerte presencia humana ya desde antes de la llegada de los europeos, la presencia de la fauna autóctona silvestre mayor se ha visto muy reducida: desde el siglo XIX están extinguidos los yaguares (llamados en la zona "tigres"), la presencia de auquénidos como el guanaco y la llama es totalmente ocasional lo mismo que la de los venados, se encuentran en zonas apartadas corzuelas pardas y pecaríes de collar ("chanchos de monte"). El puma (o "león de montaña") era bastante frecuente hasta los años 1960 pero desde entonces solo se encuentra en los lugares más recónditos e inaccesibles, más comunes son las comadrejas, conejo de los palos, cuises, quirquinchos, gatos monteses, gato colorado y zorros, las liebres proceden de Europa. Entre los batracios cabe destacar el sapito serrano (pequeño, de color azabache con pintas de color naranja intenso), la rana del zarzal, el escuerzo y el sapo buey, entre los ofidios se encontraban yararás chicas y víbora de coral aunque desde el siglo XX las serpientes han sido prácticamente exterminadas en la zona quedando en su lugar las culebras (ofidios no venenosos) que tienen semejanzas (por ejemplo la falsa yarará y la falsa coral). La avifauna es muy variada y abundante, siendo comunes los loros barranqueros, cardenales, urracas criollas o pirinchos, halcones peregrinos, águila escudada, gavilán chico, palomas torcacitas, diversas especies de pájaros carpinteros y colibríes, diversas especies de patos, tordos, aguiluchos, cabecitas negras, reinas moras, reyes del bosque, venteveos, lechuzas, chorlitos, golondrinas (estas en verano), zorzales, urracas, sietecolores, crespines, perdices etc. Sin embargo los ñandúes ya no se encuentran en estado silvestre. Los cóndores se avistan raramente, siendo más fácil la observación de jotes.
En los ríos, arroyos y especialmente en los espejos de agua, se encuentran truchas, pejerreyes, palometas, mojarritas, bagres, moncholos, dientudos, doradillos, anguilas de río, carpas, patíes y viejas del agua (Rineloricaria catamarcensis y, sobre todo, Hypostomus cordovae).
Desde el siglo XVII y, de un modo absoluto desde el siglo XIX la fauna mayor más visible es en su casi totalidad de origen europeo: cabras ("chivos"), ovejas, burros, caballos, cerdos ("chanchos"), perros de estirpe europea como el dogo argentino, y gatos, todos estos animales poseen especies típicas que tras medio milenio de adaptación son ya criollas.

### Sismicidad
La sismicidad de la región de Córdoba es poco frecuente y de intensidad baja, un silencio sísmico de terremotos medios a graves cada 30 años en áreas aleatorias. Sus últimas expresiones se produjeron:
- 22 de septiembre de 1908 (116 años), a las 17:00 UTC-3, con 6.5 Richter, escala de Mercalli VII; ubicación 30°30′0″S 64°30′0″O / -30.50000, -64.50000; profundidad: 100 km; produjo daños en Deán Funes, Cruz del Eje y Villa de Soto, provincia de Córdoba, y en el sur de las provincias de Santiago del Estero, La Rioja y Catamarca.[3]

- 16 de enero de 1947 (78 años), a las 2:37 UTC-3, con una magnitud aproximadamente de 5.5 en la escala de Richter (terremoto de Córdoba de 1947).[2]

- 28 de marzo de 1955 (70 años), a las 6:20 UTC-3 con 6.9 Richter: además de la leve importancia física del fenómeno se unió el desconocimiento absoluto de la población a estos eventos al ser poco comunes (*terremoto de Villa Giardino de 1955).